# Konrad von Zabern
Konrad von Zabern oder Conrad von Zabern († zwischen 1476 und 1481) war ein deutscher Theologe und Musiktheoretiker.
Latinisierte Namensformen sind Conradus de Zabern und Conradus de Zabernia. Im Semester 1408/1409 war ein Conradus Henzcenclaus de Sabernia diocesis Argitenensis an der Artistenfakultät der Universität Heidelberg immatrikuliert, wurde dort 1410 zum Baccalaureus und 1412 zum Lizentiaten promoviert und 1414 und 1417 zum examinator baccalauriandorum gewählt. Jedoch gibt es eine andere Person Conradus Zabern, clericus diocesis Spirensis, die 1425/1426 auch in Heidelberg eingeschrieben und 1428 den Baccalaureus und 1430 den Lizentiaten erreichte. Es ist nicht eindeutig feststellbar, ob und welche der beiden Personen die hier beschriebene Person war.
Über das Leben Konrads gibt es nur wenige Nachrichten, diese lassen jedoch erkennen, dass er sich sehr zum Nutzen der Kirche eingebracht hat und die kirchlichen Reformideen seiner Zeit unterstützte. Er war ein kundiger Theologe und berühmter Prediger. In Heidelberg hatte er das Amt eines Universitätspredigers. Auch wird sein vorbildlicher Lebenswandel und tiefe Religiosität genannt. In den Jahren von 1460 bis 1470 war er als Wandermagister tätig im Dienst der Musik in den Gebieten am Oberrhein, Main und Mosel. 
Er verfasste eine Musiklehre Novellus musicae artis tractatus, die auf Schriften von Guido von Arezzo, Johannes Cotto und Pseudo-Odo beruht. Diese trug er dann an den Universitäten Heidelberg, Freiburg und Basel öffentlich vor, wobei er zur Anschauung ein Tastenmonochord verwendete, das er selbst gebaut hatte. Er erklärte auch ausführlich den Bau dieses Instruments. Ein Nachbau davon befindet sich im Germanischen Nationalmuseum in Nürnberg. Er empfahl, das Tastenmonochord zum Gesang des Chorals, zur Lehre und zum Lernen einzusetzen. Konrad besuchte in dieser Zeit auch die Kathedral- und Kollegiatstifte von Basel, Straßburg, Speyer, Worms, Mainz und Würzburg, um den Choralgesang zu reformieren. Dazu propagierte er einen Modus bene cantandi, eine Gesangslehre. In Würzburg entstand im dortigen Benediktinerkloster St. Stephan zwischen 1478 und 1495 als deutschsprachige Chorallehre die Übersetzung seines Werks De modo bene cantandi.
1466 befand er sich vorübergehend am St. Jakobskloster in Mainz. 1472 wurde er Magister an der neu gegründeten Universität in Ingolstadt. 1475 war Konrad eine berühmte Persönlichkeit. Seine Abhandlungen haben heute musikhistorischen Wert.

## Werke
- De monochordo (Incipit opusculum), Johann Fust und Peter Schöffer, Mainz 1473. (Inkunabel, vier Exemplare erhalten)
- De modo bene cantandi, Peter Schöffer, Mainz 1474 und Friedrich Heuman, Mainz, 1509
- De psalmodia irreprehensibiliter
- Gesamtkatalog der Wiegendrucke inklusive Links zu Digitalisaten.